# Franco Restivo
Franco Restivo (Palermo, 25 maggio 1911 – Francavilla di Sicilia, 17 aprile 1976) è stato un politico italiano, più volte ministro della Repubblica.

## Biografia
Era figlio di Empedocle Restivo, giurista e deputato del Regno d'Italia. Nel 1931 si laurea in giurisprudenza presso l'Università degli Studi di Palermo.
Nel 1943 diviene docente di Diritto costituzionale nella Facoltà di Giurisprudenza dell'ateneo siciliano, in seguito insegna Diritto pubblico presso la Facoltà di Economia e Commercio della stessa università.
Si dedica anche all'attività politica aderendo alla Democrazia Cristiana, per cui militerà per tutta la vita, facendo parte della corrente di destra del partito capeggiata da Mario Scelba e Oscar Luigi Scalfaro. Fu consigliere comunale di Palermo.
Nel settembre 1947 approda all'Assemblea costituente in seguito al decesso di Diego D'Amico, ma rassegnerà le dimissioni due mesi dopo.

### Presidente della Regione
Nell'aprile 1947 è eletto deputato all'Assemblea Regionale Siciliana e nel maggio successivo diviene assessore regionale alle finanze e agli enti locali nelle giunte guidate da Giuseppe Alessi, mantenendo l'incarico fino al 1949.
Dal 1949 al 1955 è presidente della Regione Siciliana in diversi governi. Rieletto ancora nel 1955, è capogruppo del suo partito.

### Deputato e ministro
Membro del Consiglio nazionale della DC, torna alla politica nazionale nel 1958, allorquando si dimette dall'Ars ed è eletto deputato alle elezioni politiche nella circoscrizione della Sicilia Occidentale, nella quale verrà sempre rieletto.
Nella III Legislatura ricopre diversi incarichi: membro della Commissione finanze e tesoro, componente del Comitato direttivo del gruppo parlamentare della DC, e presidente della Commissione inquirente per i giudizi di accusa contro i parlamentari.
Nel 1963, all'inizio della IV Legislatura, viene eletto vicepresidente della Camera dei deputati, e  presidente della Commissione bicamerale per la vigilanza sulle radiotrasmissioni. Nel 1966 entra per la prima volta in un governo, ed è nominato ministro dell'Agricoltura nel terzo governo Moro.
Dal 1968, per quasi tutta la V Legislatura, ricopre la carica di ministro dell'Interno nel secondo Governo Leone, primo, secondo e terzo Governo Rumor e nel Governo Colombo. 
Nel periodo in cui resse il dicastero dell'Interno Restivo ebbe a fronteggiare una situazione di grave deterioramento dell'ordine pubblico: strage di Piazza Fontana,  aggravarsi della criminalità comune e mafiosa, contestazione giovanile, terrorismo politico.
Nel primo esecutivo Andreotti entrato in carica nel 1972 passa al ministero della Difesa, ma resta ministro pochi mesi.
Dal 26 ottobre 1958 al 24 giugno 1975 è stato Presidente dell'Istituto Superiore per Imprenditori e Dirigenti di Azienda.
Muore il 17 aprile 1976, pochi mesi prima della fine della VI Legislatura.
Nel 1984, per volere del sindaco Giuseppe Insalaco, storico collaboratore del quale Restivo era stato testimone di nozze, il comune di Palermo gli ha intitolato una piazza del Quartiere Matteotti.

## Vita privata
Sposato con Maria Concetta Pecoraro (1913-2001), figlia del deputato Antonino Pecoraro Lombardo (1871-1939), i due ebbero otto figli.

## Nella cultura popolare
Restivo è interpretato da Fabrizio Bentivoglio nel film L'incredibile storia dell'Isola delle Rose di Sydney Sibilia (2020).